# Sparkasse Kirchschlag
Die Sparkasse Kirchschlag AG war ein niederösterreichisches Bankunternehmen mit Sitz in Kirchschlag und Teil der Sparkassengruppe in Österreich. Sie entstand 1872 als Gemeindesparkasse. Die Sparkasse war Mitglied des Kooperations- und Haftungsverbundes der österreichischen Sparkassen und des Österreichischen Sparkassenverbands. Zum 1. Jänner 2011 wurde sie auf die Sparkasse Baden verschmolzen.

## Geschichte
Der Gemeindeausschuss regte 1872 die Gründung einer Sparkasse an, um der hauptsächlich in der Landwirtschaft tätigen Bevölkerung eine Möglichkeit zur Anlage und Ausleihe zu bieten. Die Gemeinde übernahm die Haftung. Die Statuten und die Errichtung wurden Mitte Jänner genehmigt. Anfang Februar 1872 konnte eröffnet werden.
Zunächst hatte die Sparkasse im alten Gemeindeamt ihren Sitz. 1885 stellte die Gemeinde gegen Zins ihren ehemaligen Kanzleiraum zur Verfügung, der bisherige Kundenraum wurde zum Vor- bzw. Warteraum.
Nach Fertigstellung der neuen Schule (und Finanzierung durch die Sparkasse) wurden Gemeindeamt und Sparkasse in die alte Schule verlegt. Dieses Gebäude war inzwischen in das Eigentum der Sparkasse übergegangen. Alle notwendigen Umbauten wurden von der Sparkasse bezahlt. In den Jahren 1925–1929 wurde das Gebäude renoviert, 1932 stellte die Sparkasse dem Roten Kreuz ein Teil des Gartens zur Verfügung. 1937 konnten die Amtsräume renoviert und neu eingerichtet werden. Im Jahr 1971 übersiedelte die Sparkasse in das von ihr erworbene Haus am Hauptplatz. Nach einem Erweiterungsbau im Jahre 1987 und Errichtung einer Selbstbedienungszone im Jahre 1988 erfolgten noch weitere Zu- und Umbauten der Büroräumlichkeiten.
Im Jahre 1996 erfolgte eine Erweiterung des Kassenraumes. Die Sparkasse befindet sich bis dato am selben Standort. 2007 erfolgte der Verkauf der Gemeindesparkasse Kirchschlag an die Sparkasse Baden unter Federführung von Bürgermeister Franz Pichler-Holzer. Der Kaufpreis betrug 23,150 Millionen EURO.
Die Sparkasse Kirchschlag AG wurde zum 1. Jänner 2011 auf die Sparkasse Baden verschmolzen, die technische Eingliederung erfolgte zum 17. Juni 2011. Zuvor trat die Sparkasse Baden bereits als 100%iger Eigentümer auf.